# Megachile perochracea
Megachile perochracea är en biart som beskrevs av Cockerell 1913. Megachile perochracea ingår i släktet tapetserarbin, och familjen buksamlarbin. Inga underarter finns listade i Catalogue of Life.